# 长葛市第三高级中学
长葛市第三高级中学，简称长葛三高，是位于长葛市老城镇的一所普通高中。

## 简介
学校前身是1906年成立的“许长公立中等蚕桑实业学堂”。
目前学校有在校生三级52个班，近4000名学生，教职工200多人，其中中高级职称占48%。
长葛三高分校区——长葛市第三实验高级中学成立于2009年5月，位于市区长社路东段，占地100余亩，投资5000余万，建筑面积近4万平米，现拥有三级50个教学班，3000多在校生，200余教职工。
现任校长是孙木林。